# بانانا (لعبة فيديو)
بانانا (بالإنجليزية:Banana) (باليابانية:バナナ)، هي لعبة فيديو من تطوير ونشر شركة فيكتور ميوزكل إندوستريس التابعة لشركة جاي في سي اليابانية.

## طريقة اللعب
في كل مرحلة اللعبة تبدأ شخصية من الرسوم المتحركة والمهمة هي البحث عن ابنته وأن يجمع كل الطعام لكي يصل إلى الباب، ففي حال أن وصل الشخصية إلى الباب دون إكمال أكل الطعام أو العثور على إبنته فلن يفلح المهمة.

## الموقع الخارجي
صفحة اللعبة في موقع موبي غيمز بالانكليزية